# Liste der Einträge im National Register of Historic Places im Gregg County
Die Liste der Einträge im National Register of Historic Places im Gregg County führt alle Bauwerke und historischen Stätten im texanischen Gregg County auf, die in das National Register of Historic Places aufgenommen wurden.

Lage des Gregg Countys in Texas

| Lfd. Nr. | Name im NRHP                               | Bild | Datum der Eintragung | Adresse/Lage                                                   | Ort      | NRHP-ID  | Beschreibung |
| -------- | ------------------------------------------ | ---- | -------------------- | -------------------------------------------------------------- | -------- | -------- | ------------ |
| 1        | Everett Building                           |      | 15. Nov. 1979        | 214--216 Fredonia St.                                          | Longview | 79002948 |              |
| 2        | Northcutt House                            |      | 22. Mai 1978         | 313 S. Fredonia St.                                            | Longview | 78002938 |              |
| 3        | Nuggett Hill Historic District             |      | 1. Mai 1998          | Roughly bounded by W. Marshall, N. 6th, Padon, and Teague Sts. | Longview | 98000403 |              |
| 4        | Frank Taylor and Kate Womack Rembert House |      | 30. Dez. 2011        | 316 S. Fredonia St.                                            | Longview | 11000980 |              |
| 5        | Whaley House                               |      | 23. Mai 1980         | 101 E. Whaley St.                                              | Longview | 80004122 |              |